# Association française interprofessionnelle des écologues
L’Association française interprofessionnelle des écologues (AFIE) est une association de professionnels créée en 1979 pour constituer un réseau de professionnels de l’écologie appliquée en France et pour promouvoir leur profession. Ce réseau d'ampleur national est composé d’écologues présents dans plus de 220 structures privées et publiques en France. À la suite d'une révision des statuts validée lors de l'assemblée générale du 6 avril 2014, elle a été renommée Association française interprofessionnelle des écologues pour marquer l'ouverture aux écologues qui n'ont pas forcément de diplôme d'ingénieur mais au moins de niveau bac + 2.

## Objectifs
L'AFIE s'est donné pour objectifs de :
- promouvoir la profession d’ingénieur écologue et, plus généralement, le professionnalisme en environnement[4] ;
- favoriser la prise en compte de la réglementation environnementale dans l’aménagement du territoire et la gestion des milieux naturels.
- participer au développement de la recherche dans le domaine de l’écologie[5].

## Constitution
L’AFIE rassemble des professionnels qui travaillent dans le secteur de l’écologie appliquée au sein de bureaux d’études, de collectivités territoriales, de services de l’État, d’établissements publics, de laboratoires de recherche, d’établissements d’enseignement supérieur, d’ONG et d’entreprises.
Les membres de cette association doivent avoir une formation supérieure en sciences de la vie, avec au minimum une année consacrée à l'écologie. Ils doivent en outre approuver et appliquer le code de déontologie de l'AFIE.

## Les actions de l'AFIE
L'action de l’AFIE se traduit concrètement par :
- l’entretien d’un réseau de professionnels au travers de moyens et d'occasions de se réunir, de débattre et d’échanger sur les pratiques professionnelles de ses membres ;
- la promotion de l’importance du métier d’ingénieur écologue à travers la prise en compte des connaissances scientifiques en écologie[7] ;
- l’homologation des formations professionnalisantes de 3e cycle liées à l’écologie appliquée, avec le label Formation Pilote de l’AFIE[8],[9].

## Affiliations et réseaux
L'AFIE est membre des réseaux suivants :
- European Network of Environnemental Professionals[10] (ENEP);
- Comité français de l'Union mondiale pour la conservation de la nature (UICN)[11] ;
- Comité 21, Comité français pour l'environnement et le développement durable[12] ;